# Erklärungsbedürftige Produkte
Der Terminus erklärungsbedürftige Produkte (und Dienstleistungen) wird vor allem in Marketing und Werbung zur Umgrenzung einer Produkt-Kategorie verwandt, die sich durch ihre besondere Komplexität – im Unterschied zu weniger komplexen Produkten, z. B. des täglichen Gebrauchs – auszeichnet.

## Beschreibung
Während potenziell jedes Produkt erklärungsbedürftig oder zumindest erklärbar ist, weisen als erklärungsbedürftig bezeichnete Produkte durchschnittlich einen höheren Komplexitätsgrad (z. B. in ihrer Anwendung) auf. Sie sind dem Gros der Bevölkerung tendenziell weniger geläufig, weil zumeist nicht bewusst und aktiv erlebter Teil ihres Alltags. Die Zielgruppe erklärungsbedürftiger Produkte ist häufig kleiner und durch einen besonderen Grad an Fachwissen gekennzeichnet. Die erklärungsbedürftigen Produkte selbst stammen z. B. aus den Sparten Industrie und Technologie.
Erklärungsbedürftige Produkte sind überwiegend Business-to-Business-Produkte, die Unternehmen von anderen Unternehmen angeboten werden (versus Endverbraucher-Produkte). Gleichwohl gilt: Das Attribut „erklärungsbedürftig“ wird Produkten oder Dienstleistungen zugeschrieben und ist damit nicht unwiderlegbar im Produkt selbst begründet. Erklärungsbedürftige Produkte stellen Agenturen und Unternehmen in der Kommunikation durch ihren höheren Komplexitätsgrad vor besondere Herausforderungen.